# Calibrated Collision Course
Calibrated Collision Course is het vierde studioalbum van de Spaanse muziekgroep Galadriel. Het duurde elf jaar voordat er een opvolger kwam van Mindscrapers. Een reden voor het zo lang moeten wachten is waarschijnlijk het overlijden van Sara Filardi (2000-2001), nog geen twee jaar oud, aan wie dit album is opgedragen. Naast Filardi en Bautista zijn er geen andere musici meer van het vorig album. De muziek is progressieve rock, maar dan ritmisch complex, jazzrockig en hoekig, zoals bij meerdere Spaanse muziek. Het zijn lange verhalen, die Filardi te vertellen heeft; het boekje staat vol liedteksten; er is nauwelijks ruimte voor een instrumentaal gedeelte. Het muziekalbum is opgenomen over een tijdspanne van 4 jaar (2004-2007) en kwam in 2008 uit. Het hele ris musici kwam opdagen in de studio’s, van die musici is Jean-Pascal Boffo de bekendste (Ange en solo).

## Musici
- Jesús Filardi - zang & toetsinstrumenten
- José Bautista - basgitaar & toetsinstrumenten
- Javier Inigo - slagwerk, behalve (1)
- Andy Sears (van Twelfth Night)- achtergrondzang, arrangementen
- Jean-Pascal Boffo - elektrische & akoestische gitaar (1, 4, 5, 6 & 7)
- Santiago Pérez - piano & toetsinstrumenten (2, 3, 4 & 6)
- Javier de las Heras - elektrische & klassieke gitaar (2 & 3)
- Chema Arribas - elektrische & akoestische gitaar (5 & 6)
- Miguel Afonso - accordeon (6)
- Gloria Montero - zang (6)
- Veronica Filardi - zang (5)

## Composities
Muziek door Bautista, behalve (2) en (6) door Bautista / Filardi; teksten door Filardi:
1. Blind Hostage (5:53)
2. Leap Of Faith (7:05)
3. Calorie Street (5:09)
4. Press? Sure! (6:56)
5. Views From A Greenhouse (6:23)
6. As Big As Bang (20:26)
  1. Too Small, Too Black And Too Heavy
  2. In The Lab - In The Field
  3. Life Of An Asteroid
  4. Is The Weather Really Changing ?
  5. Deep Freeze
  6. The Waiting
  7. Mudballs
7. Consumer Satisfaction (6:24)